# Rafaravavitafika Rasata
Dans le nom malgache Rasata Rafaravitafika, le nom de famille précède le prénom, mais cet article utilise l’ordre habituel en français Rafaravitafika Rasata, où le prénom précède le nom.
Rafaravavitafika Rasata est une femme politique malgache. Elle est la ministre des affaires étrangères de Madagascar depuis janvier 2024. À 36 ans, elle la plus jeune femme ministre à occuper ce poste,,.

## Biographie

### Parcours
Rafaravavitafika Rasata est issue de la 25ème promotion de l'École nationale d'administration de Madagascar (ENAM). Elle est détentrice d'un doctorat en relations internationales et diplomatie obtenu au Centre d'Étude et Stratégique de l'Académie Défense et Stratégique de Paris,.
Avant de prendre la tête du ministère des Affaires étrangères en janvier 2024, elle y est alors cadre. En effet, avant de devenir ministre, elle a occupé les postes de directrice de cabinet et de porte-parole, puis de directrice de l'expansion économique.